# Långhornsbin
Långhornsbin (Eucera) är ett släkte av bin som ingår i familjen långtungebin.

## Beskrivning
Långhornsbin är kraftigt byggda bin med tät päls på mellankroppens och bakkroppens övre delar. Hanarna har påtagligt långa antenner, hos en del arter längre än kroppen, något som har gett släktet dess svenska trivialnamn. Bland andra könsskillnader kan nämnas att honorna har tvärränder av tätvuxna, korta hår på bakkroppen, samt att clypeus och labrum är gulfärgade hos hanarna. För båda könen gäller att clypeus är framträdande och utbuktande. Kroppslängden varierar mellan 9 mm och 20 mm.

## Utbredning
Släktet förekommer i Amerika, Europa, Asien och Afrika, med tonvikt på Nordamerika och Europa.

### Arter i Sverige och Finland
I Sverige och Finland förekommer arten långhornsbi (Eucera longicornis). Den är klassificerad som livskraftig (LC) i båda länderna.

## Ekologi
I släktet finns både oligolektiska arter (födospecialister som håller sig till en enda växtfamilj, i extremfallet ett enda växtsläkte) och polylektiska arter (arter där individerna flyger till blommande växter från många olika familjer). Bland födospecialisterna är ärtväxter en vanlig födokälla.

### Fortplantning
De ingående arterna är solitära, det viss säga icke samhällsbildande bin. Hos vissa arter kan det emellertid förekomma att flera honor bygger bon i kolonier. Varje hona svarar emellertid själv för bobyggnaden. Bona grävs ut i sand- eller lerjord på slätmark eller flacka bankar. De fullbildade individerna kommer fram mycket tidigt. De nykläckta hanarna svärmar ofta över boplatser i väntan på att honorna skall komma fram (oparade honor ger ifrån sig en speciell lukt som lockar till sig hanar). Hanarna slåss ofta inbördes om möjligheten att para sig med en viss hona. Striderna är intensiva och leder ofta till döden.

## Bildgalleri

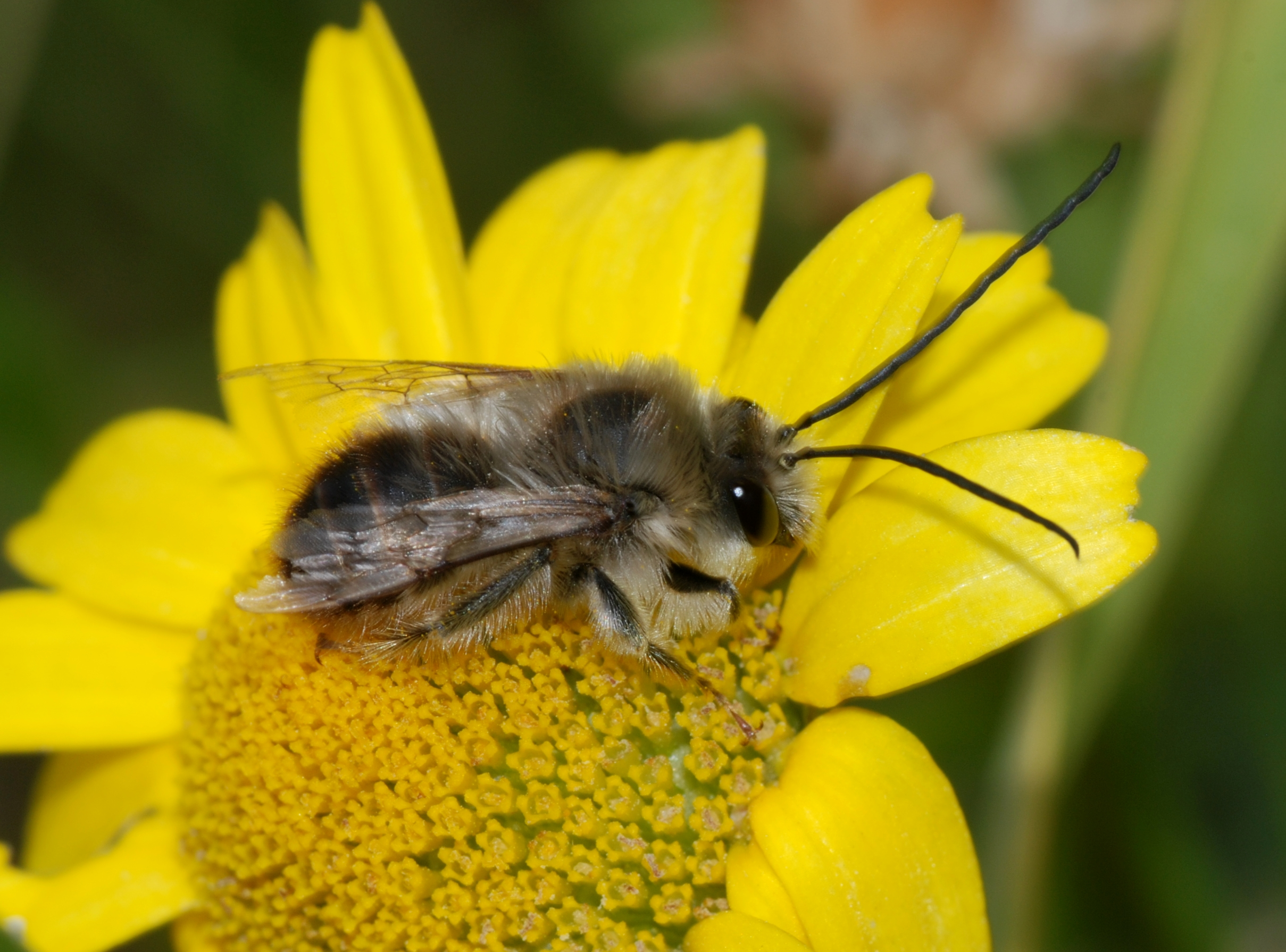
Hane, troligen av arten långhornsbi, som vilar på en blomma.
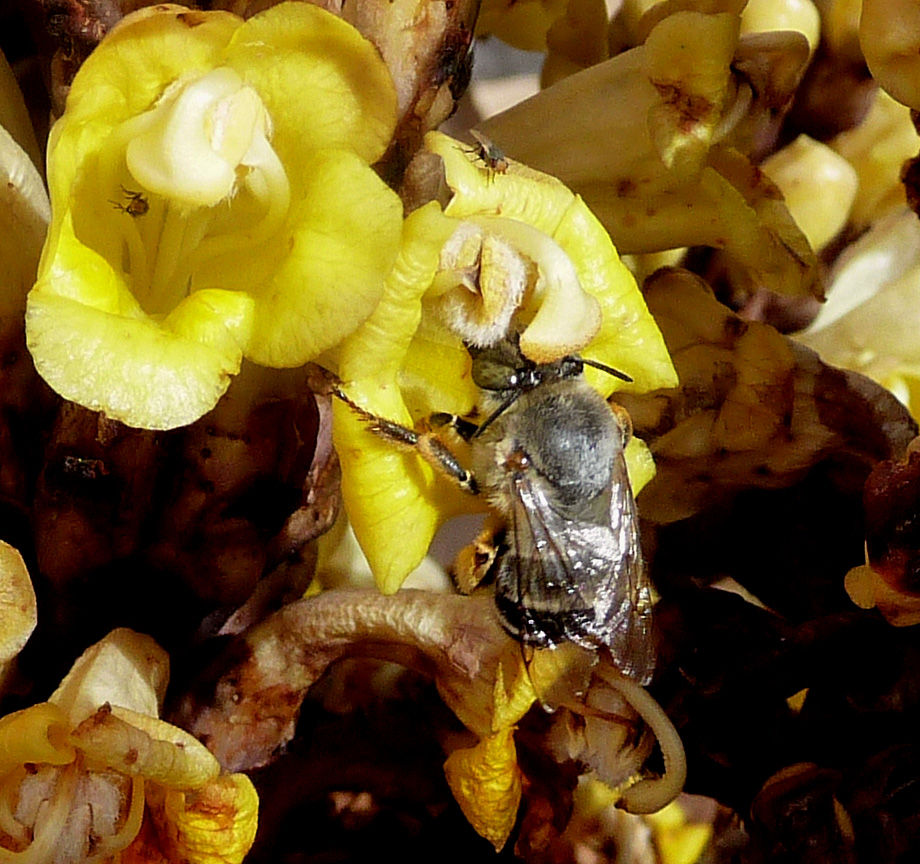
Hona av arten långhornsbi (E. longicornis) under blombesök.
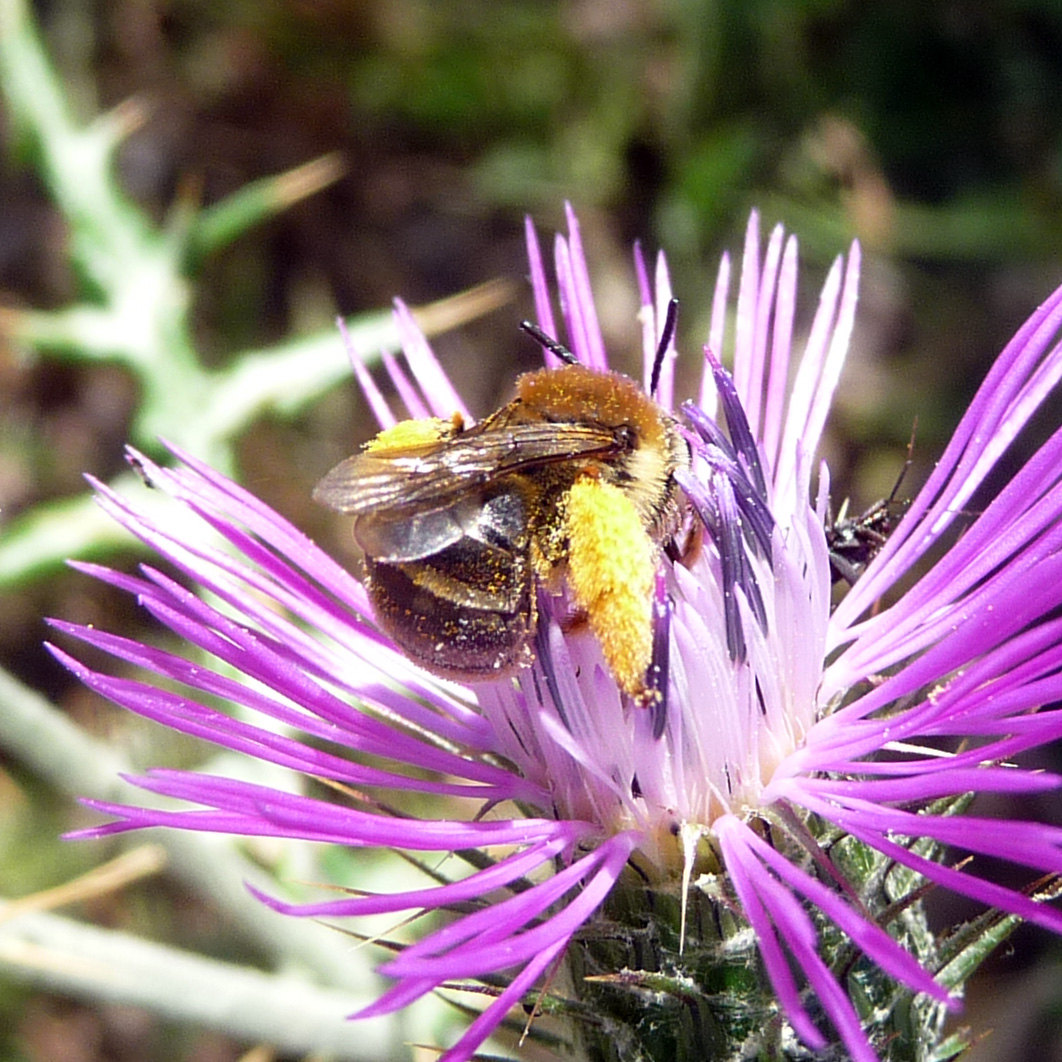
Trolig Eucera nigrescens, hane.
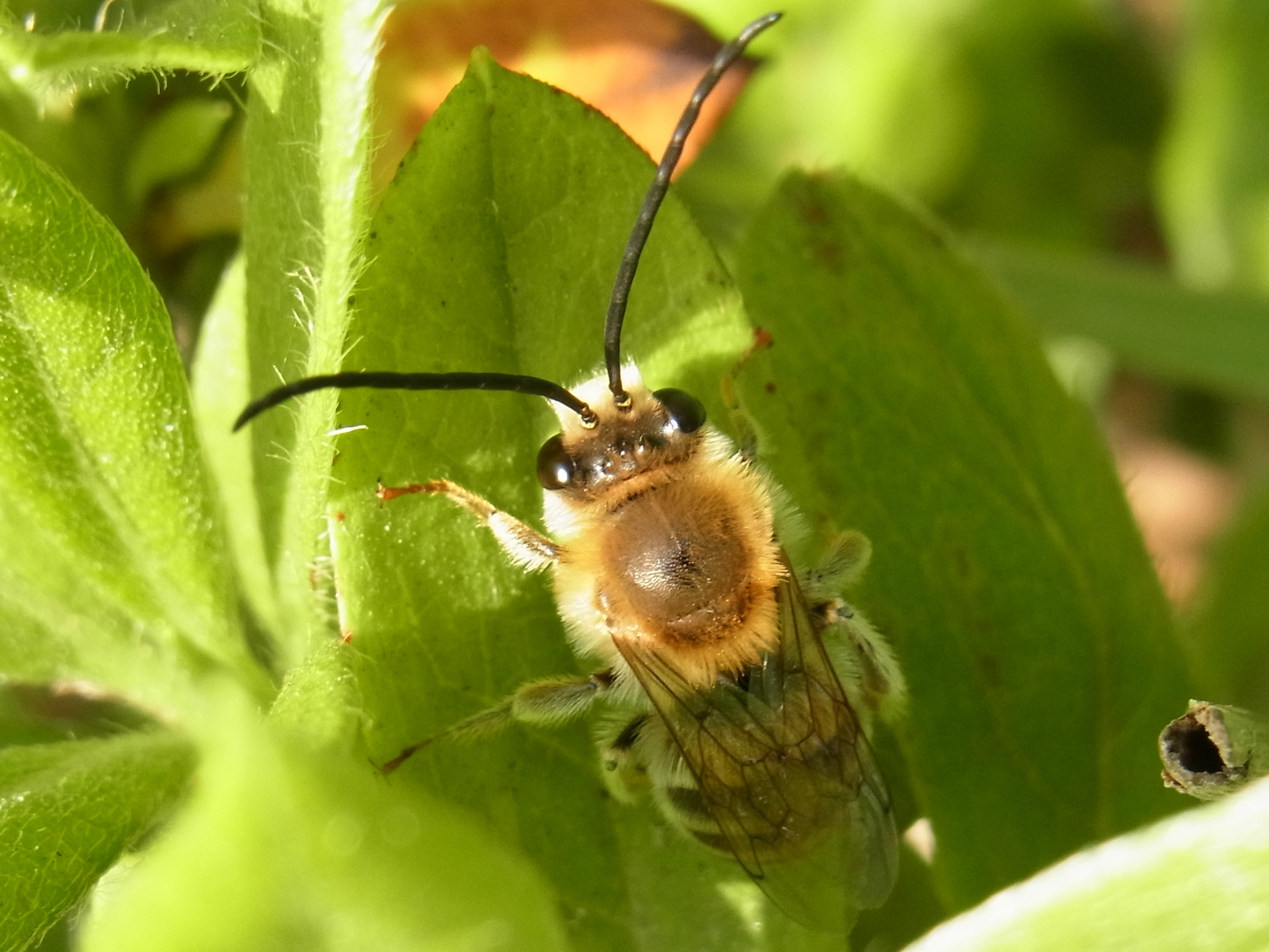
Eucera spurcatipes, hane.
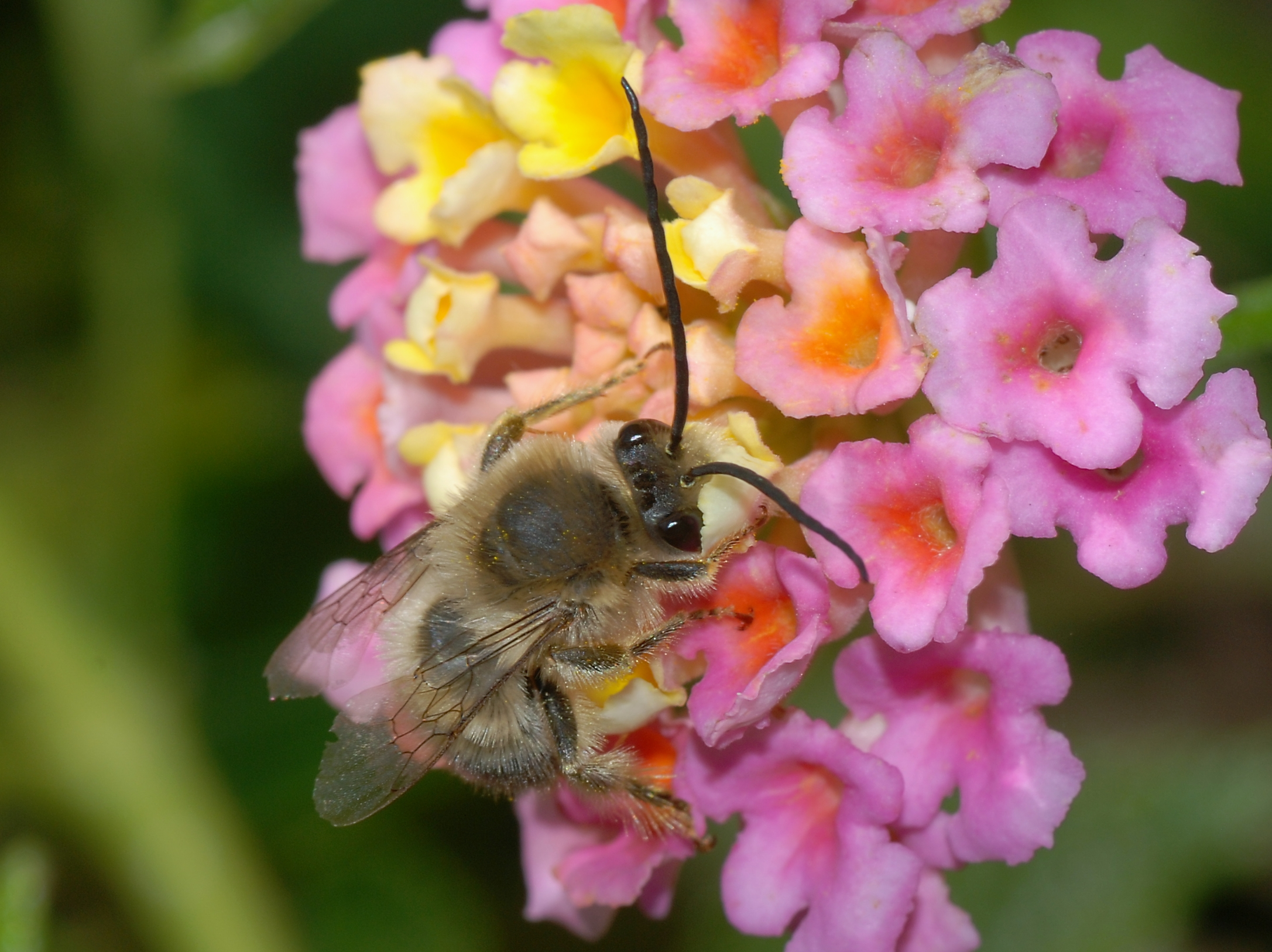
Hane, troligen av arten långhornsbi, under nektarsök.

## Dottertaxa till långhornsbin, i alfabetisk ordning[7][4]
- Eucera acerba (Cresson, 1879)
- Eucera actuosa (Cresson, 1878)
- Eucera aequata Vachal, 1907
- Eucera afghana Tkalcu, 1978
- Eucera albescens (Timberlake, 1969)
- Eucera albicans Baer, 1850
- Eucera alborufa (Radoszkowski, 1872)
- Eucera alfkeni Risch, 2003
- Eucera algeriensis Dalla Torre, 1896
- Eucera algira Brullé, 1840
- Eucera alopex Risch, 1999
- Eucera alternans (Brullé, 1832)
- Eucera amoena (Zavortink, 1982)
- Eucera ampla Walker, 1871
- Eucera amsinckiae (Timberlake, 1969)
- Eucera andreui (Dusmet y Alonso, 1926)
- Eucera angustifrons (Timberlake, 1969)
- Eucera arachosiae Tkalcu, 1978
- Eucera aragalli (Cockerell, 1904)
- Eucera argyrophila (Cockerell, 1909)
- Eucera armeniaca (Morawitz, 1878)
- Eucera atrata Klug, 1845
- Eucera atricornis Fabricius, 1793
- Eucera atriventris (Smith, 1854)
- Eucera atroalba (Pérez, 1895)
- Eucera baeri Dalla Torre, 1896
- Eucera bakeri (Timberlake, 1973)
- Eucera barbiventris Pérez, 1902
- Eucera basizona (Spinola, 1839)
- Eucera belfragei (Cresson, 1872)
- Eucera bibalteata Dours, 1873
- Eucera bidentata Pérez, 1887
- Eucera binominata Smith, 1854
- Eucera birkmanniella (Cockerell, 1906)
- Eucera biscrensis (Alfken, 1933)
- Eucera brevitarsis Risch, 1997
- Eucera caerulescens Friese, 1899
- Eucera californica (Cresson, 1878)
- Eucera carinata (Timberlake, 1961)
- Eucera carolinensis Dalla Torre, 1896
- Eucera caspica Morawitz, 1873
- Eucera cassandra Nurse, 1904
- Eucera cercidis (Timberlake, 1969)
- Eucera chinensis (Smith, 1854)
- Eucera chrysobotryae (Cockerell, 1908)
- Eucera chrysophila (Cockerell, 1914)
- Eucera chrysopyga Pérez, 1879
- Eucera cineraria Eversmann, 1852
- Eucera cinerascens Walker, 1871
- Eucera cinnamomea Alfken, 1935
- Eucera clypeata Erichson, 1835
- Eucera codinai Dusmet y Alonso, 1926
- Eucera collaris Dours, 1873
- Eucera commixta Dalla Torre & Friese, 1895
- Eucera conditi (Timberlake, 1969)
- Eucera conformis (Timberlake, 1969)
- Eucera continua Baer, 1850
- Eucera cordleyi (Viereck, 1905)
- Eucera cuniculina Klug, 1845
- Eucera curvitarsis Mocsáry, 1879
- Eucera cypria Alfken, 1933
- Eucera dalmatica Lepeletier, 1841
- Eucera dasypoda Baer, 1850
- Eucera deceptrix Smith, 1879
- Eucera decipiens Alfken, 1935
- Eucera decolorata Gribodo, 1924
- Eucera delphinii (Timberlake, 1969)
- Eucera diana Nurse, 1904
- Eucera digitata Friese, 1896
- Eucera dimidiata Brullé, 1832
- Eucera discoidalis Morawitz, 1878
- Eucera distincta Lepeletier, 1841
- Eucera distinguenda (Morawitz, 1875)
- Eucera dorsata (Timberlake, 1969)
- Eucera douglasiana (Cockerell, 1906)
- Eucera doursana Dalla Torre & Friese, 1894
- Eucera dubitata (Cresson, 1878)
- Eucera ebmeri Risch, 1999
- Eucera edwardsii (Cresson, 1878)
- Eucera elongatula Vachal, 1907
- Eucera eucnemidea Dours, 1873
- Eucera excisa Mocsáry, 1879
- Eucera fasciata Risch, 1999
- Eucera fasciatella Lepeletier, 1841
- Eucera fedtschenkoi Dalla Torre, 1896
- Eucera ferghanica Morawitz, 1875
- Eucera ferruginea Lepeletier, 1841
- Eucera fischeri Baer, 1850
- Eucera flavicornis Risch, 2003
- Eucera floralia (Smith, 1854)
- Eucera frater (Cresson, 1878)
- Eucera friesei Risch, 2003
- Eucera fulvescens Walker, 1871
- Eucera fulvitarsis (Cresson, 1878)
- Eucera fulviventris (Smith, 1854)
- Eucera fulvohirta (Cresson, 1878)
- Eucera furfurea Vachal, 1907
- Eucera gaullei Vachal, 1907
- Eucera genofevae Vachal, 1907
- Eucera gracilipes Pérez, 1895
- Eucera graeca Radoszkowski, 1876
- Eucera grandis (Fonscolombe, 1846)
- Eucera hamata (Bradley, 1942)
- Eucera helvola Klug, 1845
- Eucera hermoni Risch, 2003
- Eucera hirsuta Morawitz, 1875
- Eucera hirsutissima (Cockerell, 1916)
- Eucera hispaliensis Pérez, 1902
- Eucera hispana Lepeletier, 1841
- Eucera hungarica Friese, 1896
- Eucera hurdi (Timberlake, 1969)	**
- Eucera ignota (Timberlake, 1969)
- Eucera illinoensis (Robertson, 1902)
- Eucera interrupta Bär, 1850
- Eucera jacoti (Cockerell, 1930)
- Eucera kilikiae Risch, 1999
- Eucera kullenbergi Tkalcu, 1978
- Eucera kyrenaica Friese, 1923
- Eucera lanata Sitdikov, 1988
- Eucera lanuginosa Klug, 1845
- Eucera latipes Risch, 1997
- Eucera laxiscopa Alfken, 1935
- Eucera lepida (Cresson, 1878)
- Eucera longicornis (Linnaeus, 1758) (Långhornsbi)
- Eucera lucasi (Gribodo, 1893)
- Eucera lunata (Timberlake, 1969)
- Eucera lutziana (Cockerell, 1933)
- Eucera lycii (Cockerell, 1897)
- Eucera maroccana (Dusmet y Alonso, 1928)
- Eucera mastrucata (Morawitz, 1875)
- Eucera matalae Tkalcu, 2003
- Eucera mauritaniae Tkalcu, 1984
- Eucera maxima Tkalcu, 1987
- Eucera mediterranea Friese, 1896
- Eucera melanocephala Morawitz, 1875
- Eucera metallescens (Morawitz, 1888)
- Eucera microsoma Cockerell, 1922
- Eucera minulla Risch, 2003
- Eucera mohavensis (Timberlake, 1969)
- Eucera monozona (Timberlake, 1969)
- Eucera monticola Risch, 2003
- Eucera moricei Alfken, 1935
- Eucera nigrescens Pérez, 1879
- Eucera nigrifacies Lepeletier, 1841
- Eucera nigrilabris Lepeletier, 1841
- Eucera nigripes Klug, 1845
- Eucera nigrita Friese, 1895
- Eucera nigrolabiata Baer, 1850
- Eucera nipponensis (Pérez, 1911)
- Eucera nitidiventris Mocsáry, 1879
- Eucera notata Lepeletier, 1841
- Eucera numida Lepeletier, 1841
- Eucera obliterata Pérez, 1896
- Eucera obscura Brulle, 1832
- Eucera occidentalis Risch, 1999
- Eucera oraniensis Lepeletier, 1841
- Eucera oreophila Risch, 2003
- Eucera pagosana (Cockerell, 1925)
- Eucera palaestinae Friese
- Eucera pallidihirta (Timberlake, 1969)
- Eucera pannonica Mocsáry, 1878
- Eucera paraclypeata Sitdikov, 1988
- Eucera parnassia Pérez, 1902
- Eucera pedata Dours, 1873
- Eucera pekingensis Yasumatsu, 1946
- Eucera penicillata Risch, 1997
- Eucera phaceliae (Cockerell, 1911)
- Eucera pici Vachal, 1907
- Eucera pilosa Walker, 1871
- Eucera pitalomasa (Dover, 1925)
- Eucera plumigera Kohl
- Eucera polita Pérez, 1895
- Eucera pollinaris (Kirby, 1802)
- Eucera pomeranzevii (Morawitz, 1888)
- Eucera pomona Nurse, 1904
- Eucera popovi Sitdikov, 1988
- Eucera primiveris (Timberlake, 1969)
- Eucera pseudeucnemidea Risch, 1997
- Eucera pulveracea Dours, 1873
- Eucera punctatissima Pérez, 1895
- Eucera puncticollis Morawitz, 1876
- Eucera punctissima de Gaulle, 1908
- Eucera punctulata Alfken, 1942
- Eucera pusilla Morawitz, 1875
- Eucera pythagoras Risch, 2003
- Eucera quadricincta (Timberlake, 1969)
- Eucera quilisi (Dusmet y Alonso, 1926)
- Eucera rosae (Robertson, 1900)
- Eucera rufa (Lepeletier, 1841)
- Eucera ruficollis (Brullé, 1832)
- Eucera rufipes Smith, 1879
- Eucera salamita Vachal, 1907
- Eucera seminuda Brullé, 1832
- Eucera serraticornis Risch, 1999
- Eucera sociabilis Smith, 1873
- Eucera sogdiana Morawitz, 1875
- Eucera spatulata Gribodo, 1893
- Eucera speciosa (Cresson, 1878)
- Eucera spectabilis (Morawitz, 1875)
- Eucera speculifer Pérez, 1911
- Eucera spinipes Risch, 2003
- Eucera spurcatipes Pérez, 1911
- Eucera squamosa Lepeletier, 1841
- Eucera stretchii (Cresson, 1878)
- Eucera subrufa Lepeletier, 1841
- Eucera syriaca Dalla Torre, 1896
- Eucera taurica Morawitz, 1871
- Eucera tegularis Morawitz, 1875
- Eucera territella (Cockerell, 1909)
- Eucera texana (Timberlake, 1969)
- Eucera thoracica Spinola, 1839
- Eucera tibialis Morawitz, 1875
- Eucera transitoria (Morawitz, 1875)
- Eucera tricincta Erichson, 1835
- Eucera tricinctella (Timberlake, 1969)
- Eucera troglodytes Risch, 2003
- Eucera truttae (Cockerell, 1905)
- Eucera tuberculata (Fabricius, 1793)
- Eucera turcomannica (Morawitz, 1880)
- Eucera vachali Pérez, 1895
- Eucera warnckei Risch, 1999
- Eucera velutina (Morawitz, 1873)
- Eucera venusta (Timberlake, 1961)
- Eucera vernalis (Morawitz, 1875)
- Eucera vidua Lepeletier, 1841
- Eucera virgata (Cockerell, 1905)
- Eucera vittigera Baer, 1850
- Eucera vittulata Noskiewicz, 1934
- Eucera vulpes Brullé, 1832
- Eucera yunnanensis (Wu, 2000)
- Eucera zeta Dalla Torre, 1896
- Eucera zonata (Timberlake, 1969)